# België op de Olympische Winterspelen 2014
België was een van de landen die deelnam aan de Olympische Winterspelen 2014 in Sotsji, Rusland. 
Van de zeven olympiërs (drie mannen en vier vrouwen) die hun vaderland vertegenwoordigden bij de twintigste deelname aan de Winterspelen nam bobsleepilote Elfje Willemsen als enige voor de tweede keer deel.

## Deelnemers en resultaten

### Bobsleeën
| Olympiër (deelname)          | Onderdeel       | Resultaat | Prestatie                                                                               |
| ---------------------------- | --------------- | --------- | --------------------------------------------------------------------------------------- |
| Elfje Willemsen Hanna Mariën | tweemansbob (v) | 6e        | run 1: 57,92 (4e) run 2: 58,02 (4e) run 3: 58,33 (8e) run 4: 58,30 (7e) totaal: 3.52,57 |

### Freestyleskiën
| Olympiër      | Onderdeel    | Resultaat | Prestatie                   |
| ------------- | ------------ | --------- | --------------------------- |
| Katrien Aerts | halfpipe (v) | 17e       | kwalificatie: 51,40 + 54,40 |

### Kunstrijden
| Olympiër        | Onderdeel | Resultaat | Prestatie                                                     |
| --------------- | --------- | --------- | ------------------------------------------------------------- |
| Jorik Hendrickx | Mannen    | 16e       | korte kür: 72,52 (16e) vrije kür: 141,52 (15e) totaal: 214.04 |

### Schaatsen
| Olympiër       | Onderdeel    | Resultaat | Prestatie         |
| -------------- | ------------ | --------- | ----------------- |
| Bart Swings    | 1000 m (m)   | 23e       | 1.10,14 (+1,75)   |
| Bart Swings    | 1500 m (m)   | 10e       | 1.45,95 (+ 0,95)  |
| Bart Swings    | 5000 m (m)   | 4e        | 6.17,79 (+ 7,03)  |
| Bart Swings    | 10.000 m (m) | 5e        | 13.13,99 (+29,54) |
|                |              |           |                   |
| Jelena Peeters | 1500 m (v)   | 20e       | 1.59,73 (+ 6,22)  |
| Jelena Peeters | 3000 m (v)   | 12e       | 4.10,87 (+ 10,53) |

### Snowboarden
| Olympiër    | Onderdeel      | Resultaat | Prestatie                                                                |
| ----------- | -------------- | --------- | ------------------------------------------------------------------------ |
| Seppe Smits | slopestyle (m) | 13e       | kwalificatie heat 2: 88.25 + 91.00 (5e) halve finale: 77.50 + 84.50 (5e) |